# Buckland (Ohio)

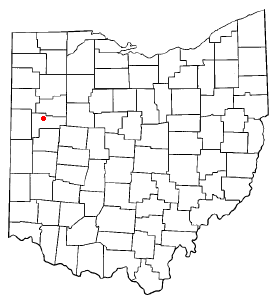
Buckland na planie stanu Ohio

Buckland – wieś w USA, Hrabstwo Auglaize w stanie Ohio.
W roku 2010, 28,3% mieszkańców było w wieku poniżej 18 lat, 5,5% było w wieku od 18 do 24 lat, 30,8% miało lat od 25 do 44, 21,1% miało lat od 45 do 64,  a 14,2% było w wieku 65 lat lub starszych. We wsi było 50,6% mężczyzn i 49,4% kobiet.
Liczba mieszkańców w 2010 roku wynosiła 233, a w 2012 wynosiła 232.